# 1641
Реформація •  Епоха великих географічних відкриттів •  Ганза •  Нідерландська революція •  Річ Посполита •  Запорозька Січ

## Геополітична ситуація
Османську імперію очолює Ібрагім I (до 1648). Під владою османського султана перебувають Близький Схід та Єгипет, Середземноморське узбережжя Північної Африки, частина Закавказзя, значні території в Європі: Греція, Болгарія та Сербія. Васалами османів є Волощина та Молдова.
Священна Римська імперія — наймогутніша держава Європи. Її територія охоплює, крім німецьких земель, Угорщину з Хорватією, Богемію, Північну Італію. Її імператором є Фердинанд III з родини Габсбургів (до 1647). На території імперії триває Тридцятирічна війна.
Габсбург Філіп IV Великий є королем Іспанії (до 1665) та Португалії. Йому належать Іспанські Нідерланди, південь Італії, Нова Іспанія, Нова Гранада та Нова Кастилія в Америці, Філіппіни. Королем Португалії проголошено Жуана IV, хоча Іспанія це проголошення не визнає. Португалія має володіння в Бразилії, в Африці, в Індії, на Цейлоні, в Індійському океані й Індонезії.
Північ Нідерландів займає Республіка Об'єднаних провінцій. Король Франції — Людовик XIII Справедливий (до 1643). В Англії триває Англійська революція. Королем формально залишається Карл I. Король Данії та Норвегії — Кристіан IV Данський (до 1648), королева Швеції — Христина I (до 1654). На Апеннінському півострові незалежні Венеціанська республіка та Папська область.
Королем Речі Посполитої, якій належать українські землі, є Владислав IV Ваза (до 1648). На півдні України існує Запорозька Січ.
Царем Московії є Михайло Романов (до 1645). Існують Кримське ханство, Ногайська орда.
В Ірані правлять Сефевіди.
Значними державами Індостану є Імперія Великих Моголів, Біджапурський султанат, султанат Голконда, Віджаянагара. У Китаї править династія Мін, маньчжури утворили династію Цін. У Японії триває період Едо.

## Події

### В Україні
- Засновано село Білокриниччя (тепер Шепетівського району Хмельницької області України).
- Кримським ханом став Мехмед IV Ґерай.

### У світі
- Англійська революція:
  - 16 лютого англійський король Карл I під тиском схвалив «Трирічний закон» (Triennial Act) — зобов'язання скликати Парламент принаймні на 50 днів кожних три роки.
  - 5 липня Довгий парламент ліквідував Зоряну палату.
  - 10 серпня король Карл I утік з Лондона на північ.
  - 22 листопада Довгий парламент прийняв Велику ремонстрацію.
- Ірландію охопило повстання. 23 жовтня ірландські повстанці під керівництвом Феліма О'Ніла убили декілька тисяч англійських і шотландських переселенців, які незадовго до цього осіли в Ольстері.
- Тридцятирічна війна:
  - Шведи на чолі з Карлом-Густавом Врангелем здобули перемогу над імперцями поблизу Вольфенбюттеля.
  - Триває війна між Францією та Іспанією.
- Сегадорське повстання в Каталонії:
  - 16 січня Пабло Кларис оголосив Каталонію республікою.
  - 23 січня графом Каталонії проголошено французького короля Людовика XIII.
  - 26 січня каталонці здобули перемогу над кастильцями в битві на горі Монжуїк.
- Португалія та Республіка Об'єднаних провінцій підписали угоду про наступально-оборонний союз. Проте обидві сторони не дотримувалися її умов.
- Нідерландський флот, в якому третім за командою був Міхіель де Рюйтер, відбив атаку іспанців біля мису Сент-Вінсент.
- Нідерландці виставили португальців із Малакки.
- Факторію Голландської Ост-Індійської компанії в Японії перенесено на острів Дездіма.
- Спалахнула війна між французькими колоністами та ірокезами.
- Китай охопила велика епідемія.

## Народились
- 8 травня — Ніколаас Вітсен, голландський політик, бургомістр Амстердама 1682—1706

## Померли
Див. також Категорія:Померли 1641
- 22 грудня — У Вільбоні у віці 81 року помер французький державний діяч Максимільєн де Бетюн